# Karol Ernest Biron
Karol Ernest Biron von Curland (niem. Karl Ernst Biron von Curland) (ur. 11 października 1728 w Królewcu, zm. 16 października 1801 tamże) – książę kurlandzki, starosta babimojski, generał-major wojsk rosyjskich, wolnomularz.
Młodszy syn księcia Kurlandii i Semigalii Ernesta Jana Birona, brat Piotra Birona. W 1778 roku poślubił w Dubnie polską arystokratkę, Apolonię Ponińską. Założyciel śląskiej linii rodu Bironów von Curland, która od XVIII wieku do 1945 roku była w posiadaniu Wolnego Państwa Stanowego Sycowa.

## Potomstwo
- Benigna (1778-1779)
- Gustaw Kalikst (1780-1821)
- Piotr Aleksy (1781-1809)
- Karolina (ur. 1782)
- Adolf (1783-1789)
- Konstancja (1787-1793)
- Luiza (1791-1853)
- Katarzyna (1792-1813)